# シェーバー (小惑星)
シェーバー (3333 Schaber) は、小惑星帯にある小惑星。キャロライン・シューメーカーがパロマー天文台で発見した。
アメリカ人の惑星地質学者ジェラルド・シェーバーに因んで名付けられた。